# Sebastiano Andreantonelli
Sebastiano Andreantonelli (* 1594 in Ascoli Piceno; † 1643 ebenda) war ein italienischer Priester und Historiker. Sein bekanntestes Werk ist die Historiae Asculanae.
Er war wegen seiner akademischen Bildung bekannt und bewies von klein auf, dass er zu verschiedenen Disziplinen neigte. Sein Einfallsreichtum und seine Interessen veranlassten ihn, sich in verschiedenen Wissensgebieten wie Geschichte, Poesie und Rechtswissenschaft zu profilieren.
Der Historiker gilt als einer der wichtigsten Autoren zur Geschichte und Kultur von Ascoli Piceno. Die Geschichtsschreibung von Ascoli ist auf seine sorgfältige und akribische Forschungsarbeit zurückzuführen. Seine Werke wurden immer als solide Bezugsquelle für die Kenntnisse um die wechselhaften Zustände der Stadt gewürdigt und anerkannt und wurden oft mit zahlreichen epigraphischen Zitaten versehen. Er wurde auch von Giammaria Mazzuchelli und Girolamo Tiraboschi, der die Historiae Asculanae in Band III seiner Storia della Letteratura Italiana erwähnt, zu den berühmtesten nationalen Schriftstellern gezählt.
Die Stadt Ascoli hat nach ihm eine Straße im historischen Zentrum (eine „rua“ nach den Ascoli verwendeten Ortsnamen) benannt, in der sich das Geburtshaus befindet.

## Biografie
Über sein Leben gibt es wegen fehlender dokumentarischer Quellen wenig Informationen. Wir wissen jedoch, dass er in eine Adelsfamilie hineingeboren wurde und ein Schüler von Erennio Massimi, Domherr von Ascoli, war.
Ab dem Jahr 1612 machte er sich auf die Suche nach Informationen über die Geschichte seiner Stadt und suchte in vielen Archiven nach dem Nötigsten, um die Memoiren zur Geschichte der Heimat zu sammeln. All dies findet sich in zwei Beschlüssen des Consiglio degli Anziani di Ascoli vom 6. bzw. 11. Dezember 1612, in denen der Rat selbst die von Andreantonelli vorgelegten Anträge auf Konsultation „von Büchern, Schriften und Privilegien des Sekretariats“, die für die Ausarbeitung und Beschreibung der berühmten Dinge von Ascoli nützlich sind, einstimmig angenommen hat.
Später zog er nach Rom, wo er nach dem Studium bei Pompeo Ugonio in Rechtswissenschaften promovierte.
Als Priester geweiht, wurde er am 1. Juni 1620 von Bischof Sigismondo Donati zum Oberhaupt der Kirche Santa Maria Assunta in der Nähe von Spinetoli, einer Pfarrei, die er am 16. Juni desselben Jahres übernahm. Er blieb hier bis zum Jahr 1639. Während dieser Zeit widmete er sich den Verpflichtungen des Ordenslebens und der Ausarbeitung seiner Historiae Asculanae und ließ die Ausübung seines Anwaltsberufs außer Acht. Einen Teil seines Lebens verbrachte er auch in der kalabrischen Stadt Mileto, wo er die Position des Generalvikars seines Cousins, des Minoriten-Bischofs Virgil Capponi, innehatte. Nach dem Tod von Capponi kehrte er in seine Heimatstadt zurück und erhielt die Titel Domherr der Kathedrale Sant'Emidio und Apostolischer Protonotar.
Die Vielseitigkeit seines Wissens brachte Andreantonelli in Verbindung zu den großen italienischen Akademien wie der Römischen und der Parthenope, er war auch Vorsitzender der Accademia degli Imperfetti der Stadt Ascoli, die unter dem Motto Perfecta producam stand.
Andreantonelli starb 1643, im Alter von nur 49 Jahren.
Zu seiner Todesfeier schrieb Domenico Urbani Veneto den Text Ascoli Sospirosa, eine lange Ode an den Historiker Ascolis:
«Ascoli tu, che dalle stelle avesti

Con l'inclito natal Ciel si benigno;

Tu ch'hai partorir quel Cigno,

Che nel Ciel della gloria orna i tuoi gesti.»
Seine sterblichen Überreste werden in der Krypta von Sant'Emidio aufbewahrt, in welcher die Imperfetti zu seiner Erinnerung einen Grabstein mit folgender Inschrift gewidmet haben:
«SEBASTIANO ANDREANTONELLO J.C. HVIVS BASILICAE CAN.co MILETI VICARIO PROTHON.o APOSTOL.o POETAE HISTORICO ANTIQVARIO LEPIDISS.o CANDIDISS.o VERSATO QVI VIVENS INTER ROMANAS ET PARTHENOPAEAS ACADEMIAS COMMENDATVS LVSIT ASCVLANAM IMPERFECTORVM CVIVS MODERATOR OCCIDIT ILLVSTRAVIT EADEM ACADEMIA PRINCIPI DE SE B. M. L. L. P. A.o D.m M. DCXLIII.»
“Sebastiano Andreantonelli Jurist, Domherr dieser Kathedrale, Bischofsvikar von Milet, apostolischer Protonotar, Dichter, Historiker, Gelehrter, sehr eleganter und verfeinerter Literat, der zu Lebzeiten seine humanistischen Studien mit großer Ehre an den Römischen und Parthenopischen Akademien pflegte, machte die Accademia Ascolana degli Imperfetti, deren Rektor er war, berühmt und starb in dieser Position. Die gleiche Akademie für ihren Präsidenten mit Zuneigung und dankbarem Geist im Jahr des Herrn 1643.”

## Werke
Alle seine auf Latein geschriebenen Texte wurden von seinen Neffen Francesco Antonio und Carlo Celidonio Andreantonelli nach seinem Tod gedruckt.
In der Stadt Ascoli, im Archivio Storico Comunale, befindet sich als Bestätigung zur Verbreitung seiner Bücher, im Band 281 des Libro delle spese vom 28. Juni 1713, eine Anmerkung zum Beschluss der Consiglio dei Cento e della Pace vom 14. Mai 1713, die einem Scudo und 25 Baiocchi an Girolamo Morelli bezahlten, der einen Band der Historiae Asculanae von Andreantonelli an die Stadt Senigallia geschickt hatte, wo er zur öffentlichen Konsultation aufbewahrt werden sollte.

### Historiae Asculanae
Dieser Text, unterteilt in vier Bücher, ist sein größtes Werk. Es wurde vom Schriftsteller wegen seines vorzeitigen Todes ohne vollständige Überarbeitung hinterlassen. Seine Enkelkinder mütterlicherseits versuchten, es zu vervollständigen und zu korrigieren und erklärten offen, dass sie das Gefühl hatten, nicht ausreichend vorbereitet zu sein.
- Im Liber Primus geht es um die Antiquitates. In diesem Band beschreibt der Autor die Morphologie des Territoriums von Ascoli, die historischen Ursprünge der Stadt, ergänzt um Hinweise auf die überlieferten Legenden, die Berichte über die territoriale Erweiterung der Picener, die Interpretation und mögliche Bedeutung des Stadtwappens, die Bräuche und Traditionen der Ascolianer, die in der Stadt verehrten Götter und den besonderen Kult von Ancaria sowie die Herkunft der Ortsnamen.
- Im Liber Secundus erzählt er die Geschichte von Ascoli einschließlich der vorrömischen und römischen Zeit bis hin zum gesellschaftlichen Kriegen.
- Im Liber Tertius geht es um den Bundesgenossenkrieg gegen die Stadt Rom in der Zeit zwischen 90 und 88 v. Chr. Der Text enthält auch Informationen über die Geschichte des Landes bis zum Jahr 1426. Im Text hebt der Autor insbesondere die Figuren von Gaius Vidacilius, einem tapferen Anführer von Ascoli, der sich in Anwesenheit seiner Mitbürger zur Ehre getötet hat, und Publius Ventidius Bassus hervor.
- Im Liber Quartus sammelt er die Berichte über die Geschichte der berühmtesten Persönlichkeiten von Ascoli. Der Historiker führt sie systematisch auf und unterteilt sie in Kategorien der Zugehörigkeit, wie z. B.: Heilige, Gesegnete, Bischöfe Juristen, Literaten, Ärzte, Wissenschaftler und Soldaten. In diesem Band wurde dem ersten Bischof von Ascoli, Saint Emidio, und anderen dem Ordensleben geweihten Vertretern, darunter dem Seligen Corrado, Papst Nikolaus IV. und dem Heiligen Jakobus der Marken, viel Raum gegeben.

### Asculanae Ecclesiae historiarum liber unicus
Dieser Text beschäftigt sich mit der Geschichte der Kirche in Ascoli. Im ersten Teil informiert der Autor ausführlich über alle Kirchen und religiösen Einrichtungen der Stadt. Im zweiten Teil listet er Chronologisch die Bischöfe auf und erzählt die Geschichte und die Wechselfälle der Diözese Ascoli Piceno.

### Kurze Zusammenfassung der Geschichte von Ascoli
Der Band besteht aus einer gekürzten Version des Buches der Historiae Asculanae, das 1676 in der Stadt Ascoli auf Italienisch gedruckt wurde.

### Dichtung
Ein Band, in dem seine poetischen Texte gesammelt sind. Darin beschreibt der Autor die Vorzüge von Orten und sein Engagement für den Frieden.